# 永井直種
永井 直種（ながい なおたね）は、江戸時代前期の大名。摂津高槻藩の第3代藩主。

## 略伝
万治元年（1658年）、山城淀藩主永井尚征の四男として淀で生まれる。延宝5年（1677年）5月16日、同族で姉妹の嫁ぎ先でもあった高槻藩第2代藩主永井直時の養子となり、延宝8年（1680年）に直時が死去したため、閏8月19日にその跡を継いだ。元禄8年（1695年）4月22日に死去した。享年38。
実子の直英は幼少のため、婿養子で甥の直達が跡を継いだ。直英は直達の養子として跡を継ぐこととなる。
短命だったが、儒学や武芸に優れていたと伝えられる。また絵を嗜んでいたらしく、高槻市立しろあと歴史館には家老の関家に伝来した「一聖ニ賢人図（曾子・孔子・顔子）」や、上宮天満宮には「天神図」が現存している。